# 邦代海灘
邦代海灘是澳洲悉尼的一個海灘，四周為同名的“邦代海灘”區。海灘位于悉尼商業中心區以東約7公里。附近的地區包括邦代、北邦代和邦代匯等。

## 海灘

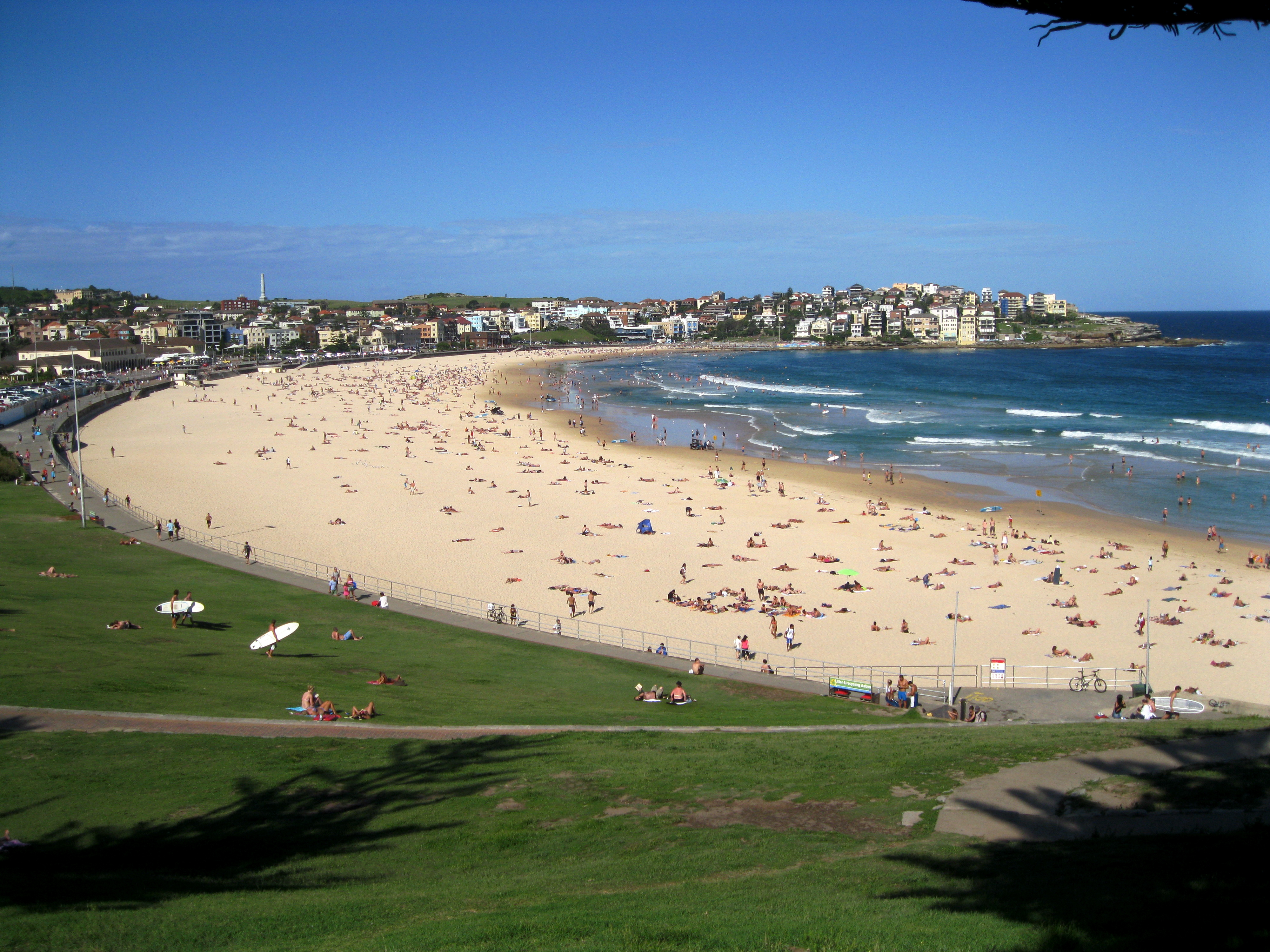
邦代海滩全景

邦代海灘約長一公里，每年都是很多觀光客必到之處。澳洲滑浪救生组织（Surf Life Saving Australia）在2004年給過不同的危險等級。在海灘北部末端曾給過第4級危險（10級為最危險），以及因為著名的離岸流，南邊被定為第7級危險。

## 運動與娛樂

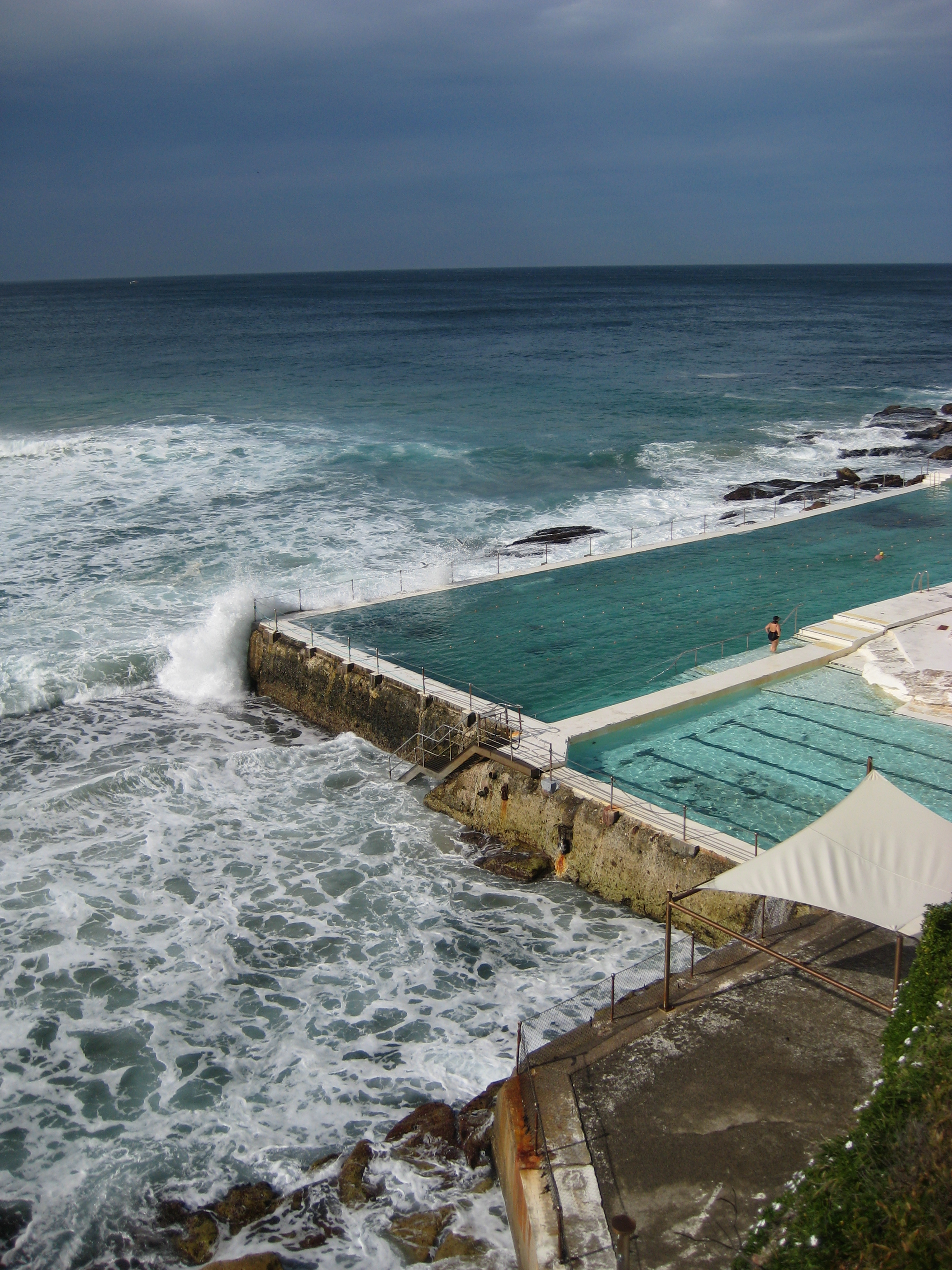
邦代海滩南端的海水游泳池，由“冰山”（Icebergs）游泳俱乐部管理

邦代海灘是城市到海灘馬拉松大賽（City to Surf）的終點。這個每年八月舉行的比賽吸引了超過63,000位參賽者，他們要從悉尼商業中心區，一直跑到邦代海灘，全場14公里。
其他年度活動也包括一月舉行的福利克費斯特電影節、六月舉行的國際環境日大會和十+一月舉行的海邊雕塑節。另外還包括很多大大小小的活動，邦代市場（Bondi Beach Markets）每個星期日開放。很多愛爾蘭人和英國人都在這個海灘度過聖誕節。
邦代海灘也是2000年夏季奧林匹克運動會舉行沙灘排球的比賽場地。在比賽期間，這裡臨時變成一個擁有10,000個座位的場地，和一個較為細的體育場，並包括兩個熱身場和三個練習場。

### 救生會
Bondi Bathers Surf Lifesaving Club是全球第一個救生會，它與 North Bondi Surf Lifesaving Club 同樣在1907年成立，並為聯盟關係。邦代會員會發明了救生繩圈和很多有關救生的圖像。兩個救生會的沖浪救生員均參與了單日最大型的救援行動─Black Sunday。邦代救生會擁有最多R&R 舉辦的Australian Surf Lifesaving Championship 的冠軍，而North Bondi 救生會則擁有最多 March Past的冠軍。

## 商業用地
邦代海灘有一個商業用地，沿著Campbell Parade 和旁邊鄰接的街道。海灘附近有很多受歡迎的咖啡店、食肆和擁有擁有海景的酒店。邦代酒店（Hotel Bondi）是一個很著名的地標，位於海灘旁邊一堆酒吧和食肆的對面。
Bondi Pavilion是一個位於邦代海灘右邊的社區文化中心，裡面包括劇場、畫廊、排練或眾會等多用途室、美術工作坊、陶器廠、工作室和作為練習节奏口技（beat-boxing）和嘻哈音樂的地方。同時，Bondi Pavilion也是作為每年

## 文化和活動
很多的節日和活動，像是年度邦代小姐（Miss Bondi）盛裝遊行令邦代海灘作為了很多遊客的目的地。一個名為Bowl-a-Rama的滑板運動比賽每年2年都會在邦代海灘舉行，而去年的冠軍是來自澳洲的Andrew Kay。

### 流行文化
邦代海灘曾是幾部澳洲或國際電影和電視劇的拍攝場地。
- 1959年 電影版的 Summer of the Seventeenth Doll 中，其中一個角色在Bondi Iceberg's Club裡喝酒。
- 拯溺雄心（Bondi Rescue）是一部拍攝平日在邦代海灘工作的救生員的真人秀節目。
- Breakers（英语：Breakers (TV series)） 是一部在邦代海灘附近拍攝的電視劇。
- The Block（英语：The Block (Australian TV series)） 是一部澳洲的電視劇，第一季在邦代海灘拍攝。

## 人口

### 人口統計資料
根據2006年的調查，總共有10,373位市民居住在邦代海灘。居住在這裡的人有41%是澳洲人、6.2%是英國人、3.8%是紐西蘭人、1.9%是南非人、1.3%是愛爾蘭人和1.1%是法國人。有58.4%的人在家只能用英語溝通。除了英語外，有2%的人使用俄語、1.4%的人各自使用西班牙語或法語、1.2%的人使用德語和0.9%的人使用希臘語。而居住在這裡的人，有20.7%是無宗教信仰的、18.5%是天主教徒、10%是聖公會教徒、8%是猶太教教徒和2%是希臘正教徒。

## 外部連結
- Bondi Icebergs （页面存档备份，存于）
- Coastalwatch - Live surfcam at North Bondi （页面存档备份，存于）
- Coastalwatch - Live surfcam at South Bondi （页面存档备份，存于）
- Bondi Beach Conditions - surf/weather reports and photos updated daily
- Swellnet - Streaming Bondi surfcam, surf report and surf forecast
- World Record Bikini Shoot on Bondi Beach （页面存档备份，存于）
- World Record Bikini Shoot on Bondi Beach(VIDEOS
- World Record Archives on Bondi Beach(VIDEOS